# Dongdaemunstadion
Het Dongdaemunstadion (Hangul: 동대문운동장) was een multifunctioneel stadion dat deel uitmaakte van een sportcomplex met verder nog een baseballstadion en andere sportfaciliteiten. Het stadion stond in de buurt van het Dongdaemun, in Seoel, de hoofdstad van Zuid-Korea. 
Het stadion wordt vooral gebruikt voor voetbalwedstrijden, de voetbalclubs Seongnam FC (1989–95), FC Seoul (1990–95) en Jeju United FC (1991–95) maakten gebruik van dit stadion. In het stadion is plaats voor  30.000 toeschouwers. Het stadion werd geopend in 1926. Het stadion werd afgebroken in 2007.